# Humberto Maschio
Humberto Dionisio Maschio Bonassi (Avellaneda, 10 febbraio 1933 – Avellaneda, 20 agosto 2024) è stato un calciatore e allenatore di calcio argentino naturalizzato italiano.

## Caratteristiche tecniche

### Giocatore
Iniziò la carriera da regista di centrocampo, divenendo in seguito un interno offensivo dalla spiccata propensione al gol.

## Carriera

### Giocatore

#### Club

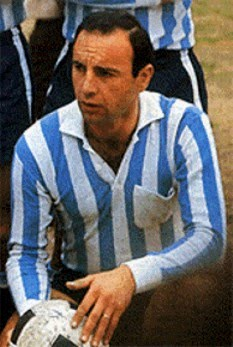
Maschio al Racing Club nel 1967

Avviò la propria esperienza calcistica in patria, ben figurando con Quilmes e Racing Club. Le positive prestazioni attirarono l'interesse dei club europei, con il Bologna che lo ingaggiò nell'estate 1957. Dopo un biennio inferiore alle aspettative con la squadra felsinea, fu ceduto all'Atalanta. Un soddisfacente triennio con gli orobici permise al calciatore di ritrovare credibilità agonistica, venendo quindi tesserato dall'Inter di Helenio Herrera nel 1962.
Inizialmente titolare nel ruolo di mezzala destra, dopo un avvio di campionato incerto fu sostituito dal giovane Sandro Mazzola. Relegato quindi tra le riserve, contribuì comunque da comprimario alla vittoria dello Scudetto, primo trofeo della Grande Inter.
Dopo un'unica stagione in nerazzurro, passò alla Fiorentina con cui vinse la Coppa Italia 1965-1966. La tappa conclusiva della sua carriera coincise col ritorno in patria, militando nuovamente nel Racing che nel 1967 si aggiudicò la Copa Libertadores e l'Intercontinentale.

#### Nazionale
Protagonista del successo dell'Argentina nel Campionato Sudamericano 1957 – con 9 realizzazioni che gli valsero, peraltro, il titolo di capocannoniere – formò, assieme ai compagni di squadra Sivori e Angelillo, il cosiddetto trio degli «angeli dalla faccia sporca» («angeles de la cara sucia» in spagnolo).
A seguito della naturalizzazione vestì anche i colori dell'Italia, esordendo in amichevole contro la Francia il 5 maggio 1962. Convocato per il campionato del mondo 1962 in Cile, disputò la gara conosciuta come "battaglia di Santiago", in cui un pugno di Leonel Sánchez ne provocò la frattura del setto nasale. Annoverò anche una presenza con l'Italia B.

### Allenatore
Terminata l'attività agonistica, tra il 1968 e il 1969 fu per breve tempo selezionatore dell'Argentina e poi, nel 1971, allenatore del Racing Club.
Dal 1973 guidò l'Independiente, con cui vinse la Coppa Libertadores 1973.
Nel 1974 divenne commissario tecnico della Costa Rica; tornò in seguito sulla panchina del Racing nella stagione 1999-2000.

## Statistiche

### Presenze e reti nei club italiani
| Stagione          | Squadra           | Campionato        | Campionato | Campionato | Coppe nazionali | Coppe nazionali | Coppe nazionali | Coppe continentali | Coppe continentali | Coppe continentali | Altre coppe    | Altre coppe | Altre coppe | Totale | Totale |
| Stagione          | Squadra           | Comp              | Pres       | Reti       | Comp            | Pres            | Reti            | Comp               | Pres               | Reti               | Comp           | Pres        | Reti        | Pres   | Reti   |
| ----------------- | ----------------- | ----------------- | ---------- | ---------- | --------------- | --------------- | --------------- | ------------------ | ------------------ | ------------------ | -------------- | ----------- | ----------- | ------ | ------ |
| 1957-1958         | Bologna           | A                 | 28         | 8          | CI              | 4               | 1               | –                  | –                  | –                  | –              | –           | –           | 32     | 9      |
| 1958-1959         | Bologna           | A                 | 15         | 5          | CI              | 1               | 0               | –                  | –                  | –                  | –              | –           | –           | 16     | 5      |
| Totale Bologna    | Totale Bologna    | Totale Bologna    | 43         | 13         |                 | 5               | 1               |                    | –                  | –                  |                | –           | –           | 48     | 14     |
| 1959-1960         | Atalanta          | A                 | 29         | 7          | CI              | 1               | 2               | –                  | –                  | –                  | Coppa Amicizia | 1           | 1           | 31     | 10     |
| 1960-1961         | Atalanta          | A                 | 24         | 4          | CI              | 1               | 1               | –                  | –                  | –                  | Coppa Amicizia | 1           | 0           | 26     | 5      |
| 1961-1962         | Atalanta          | A                 | 27         | 11         | CI              | 0               | 0               | –                  | –                  | –                  | CM             | 0           | 0           | 27     | 11     |
| Totale Atalanta   | Totale Atalanta   | Totale Atalanta   | 80         | 22         |                 | 2               | 3               |                    | –                  | –                  |                | 2           | 1           | 84     | 26     |
| 1962-1963         | Inter             | A                 | 15         | 4          | CI              | 2               | 2               | –                  | –                  | –                  | –              | –           | –           | 17     | 6      |
| 1963-1964         | Fiorentina        | A                 | 20         | 3          | CI              | 4               | –               | –                  | –                  | –                  | CPKR           | –           | –           | 24     | 3      |
| 1964-1965         | Fiorentina        | A                 | 30         | 8          | CI              | –               | –               | CdF                | 1                  | –                  | CM             | –           | –           | 31     | 8      |
| 1965-1966         | Fiorentina        | A                 | 2          | 1          | CI              | 2               | 2               | CdF                | 1                  | –                  | CM             | –           | –           | 5      | 3      |
| Totale Fiorentina | Totale Fiorentina | Totale Fiorentina | 52         | 12         |                 | 6               | 2               |                    | 2                  | –                  |                | –           | –           | 60     | 14     |
| Totale            | Totale            | Totale            | 190        | 51         |                 | 15              | 8               |                    | 2                  | –                  |                | 2           | 1           | 209    | 60     |

### Cronologia presenze e reti in nazionale
| Cronologia completa delle presenze e delle reti in nazionale ― Italia | Cronologia completa delle presenze e delle reti in nazionale ― Italia | Cronologia completa delle presenze e delle reti in nazionale ― Italia | Cronologia completa delle presenze e delle reti in nazionale ― Italia | Cronologia completa delle presenze e delle reti in nazionale ― Italia | Cronologia completa delle presenze e delle reti in nazionale ― Italia | Cronologia completa delle presenze e delle reti in nazionale ― Italia | Cronologia completa delle presenze e delle reti in nazionale ― Italia |
| Data                                                                  | Città                                                                 | In casa                                                               | Risultato                                                             | Ospiti                                                                | Competizione                                                          | Reti                                                                  | Note                                                                  |
| --------------------------------------------------------------------- | --------------------------------------------------------------------- | --------------------------------------------------------------------- | --------------------------------------------------------------------- | --------------------------------------------------------------------- | --------------------------------------------------------------------- | --------------------------------------------------------------------- | --------------------------------------------------------------------- |
| 5-5-1962                                                              | Firenze                                                               | Italia                                                                | 2 – 1                                                                 | Francia                                                               | Amichevole                                                            | -                                                                     |                                                                       |
| 2-6-1962                                                              | Santiago del Cile                                                     | Cile                                                                  | 2 – 0                                                                 | Italia                                                                | Mondiali 1962 - 1º Turno                                              | -                                                                     |                                                                       |
| Totale                                                                |                                                                       | Presenze                                                              | 2                                                                     |                                                                       | Reti                                                                  | 0                                                                     |                                                                       |

| Cronologia completa delle presenze e delle reti in nazionale ― Italia B | Cronologia completa delle presenze e delle reti in nazionale ― Italia B | Cronologia completa delle presenze e delle reti in nazionale ― Italia B | Cronologia completa delle presenze e delle reti in nazionale ― Italia B | Cronologia completa delle presenze e delle reti in nazionale ― Italia B | Cronologia completa delle presenze e delle reti in nazionale ― Italia B | Cronologia completa delle presenze e delle reti in nazionale ― Italia B | Cronologia completa delle presenze e delle reti in nazionale ― Italia B |
| Data                                                                    | Città                                                                   | In casa                                                                 | Risultato                                                               | Ospiti                                                                  | Competizione                                                            | Reti                                                                    | Note                                                                    |
| ----------------------------------------------------------------------- | ----------------------------------------------------------------------- | ----------------------------------------------------------------------- | ----------------------------------------------------------------------- | ----------------------------------------------------------------------- | ----------------------------------------------------------------------- | ----------------------------------------------------------------------- | ----------------------------------------------------------------------- |
| 11-5-1962                                                               | Bari                                                                    | Italia                                                                  | 3 – 1                                                                   | Ungheria                                                                | Amichevole                                                              | -                                                                       |                                                                         |
| Totale                                                                  |                                                                         | Presenze                                                                | 1                                                                       |                                                                         | Reti                                                                    | 0                                                                       |                                                                         |

| Cronologia completa delle presenze e delle reti in nazionale ― Argentina | Cronologia completa delle presenze e delle reti in nazionale ― Argentina | Cronologia completa delle presenze e delle reti in nazionale ― Argentina | Cronologia completa delle presenze e delle reti in nazionale ― Argentina | Cronologia completa delle presenze e delle reti in nazionale ― Argentina | Cronologia completa delle presenze e delle reti in nazionale ― Argentina | Cronologia completa delle presenze e delle reti in nazionale ― Argentina | Cronologia completa delle presenze e delle reti in nazionale ― Argentina |
| Data                                                                     | Città                                                                    | In casa                                                                  | Risultato                                                                | Ospiti                                                                   | Competizione                                                             | Reti                                                                     | Note                                                                     |
| ------------------------------------------------------------------------ | ------------------------------------------------------------------------ | ------------------------------------------------------------------------ | ------------------------------------------------------------------------ | ------------------------------------------------------------------------ | ------------------------------------------------------------------------ | ------------------------------------------------------------------------ | ------------------------------------------------------------------------ |
| 13-3-1957                                                                | Lima                                                                     | Argentina                                                                | 8 – 2                                                                    | Colombia                                                                 | Coppa America 1957 - 1º turno                                            | 4                                                                        |                                                                          |
| 17-3-1957                                                                | Lima                                                                     | Argentina                                                                | 3 – 0                                                                    | Ecuador                                                                  | Coppa America 1957 - 1º turno                                            | -                                                                        | 38’                                                                      |
| 20-3-1957                                                                | Lima                                                                     | Argentina                                                                | 4 – 0                                                                    | Uruguay                                                                  | Coppa America 1957 - 1º turno                                            | 2                                                                        |                                                                          |
| 28-3-1957                                                                | Lima                                                                     | Argentina                                                                | 6 – 2                                                                    | Cile                                                                     | Coppa America 1957 - 1º turno                                            | 2                                                                        | 80’                                                                      |
| 3-4-1957                                                                 | Lima                                                                     | Argentina                                                                | 3 – 0                                                                    | Brasile                                                                  | Coppa America 1957 - 1º turno                                            | 1                                                                        |                                                                          |
| 6-4-1957                                                                 | Lima                                                                     | Perù                                                                     | 2 – 1                                                                    | Argentina                                                                | Coppa America 1957 - 1º turno                                            | -                                                                        |                                                                          |
| Totale                                                                   |                                                                          | Presenze                                                                 | 6                                                                        |                                                                          | Reti                                                                     | 9                                                                        |                                                                          |

## Palmarès

### Giocatore

#### Club

##### Competizioni nazionali
- Campionato italiano: 1

Inter: 1962-1963
- Coppa Italia: 1

Fiorentina: 1965-1966
- Campionato argentino: 1

Racing Club: 1966

##### Competizioni internazionali
- Coppa Mitropa: 1

Fiorentina: 1966
- Coppa Libertadores: 1

Racing Club: 1967
- Coppa Intercontinentale: 1

Racing Club: 1967

#### Nazionale
- Giochi panamericani: 1

Argentina: 1955
- Coppa America: 1

Argentina: 1957

### Allenatore

#### Club
- Coppa Libertadores: 1

Independiente: 1973